# 페이푸스호 전투
페이푸스호 전투(Battle of the Lake Peipus)는 1242년 4월 5일 페이푸스호에서 벌어진 노브고로드 공화국과 튜튼 기사단을 중심으로 한 북방 십자군 간의 전투로, 알렉산드르 네프스키가 이끈 노브고로드 군이 승리하였다. 얼어붙은 호수 위에서 전투가 벌어졌기 때문에 빙상 전투(Battle on the Ice)라고도 하며, 가톨릭 세력의 루시 진출을 좌절시켰다.

## 배경
13세기 무렵 시작된 북방 십자군은 프로이센 및 리보니아 지역을 튜튼 기사단을 중심으로 한 가톨릭 세력이 지배하게 되면서 어느 정도 성과를 보이고 있었다. 1230년대 중반이 되면, 당시 발트해 연안에 남아있는 이교 및 이단 세력으로는 다신교의 리투아니아 대공국과 정교회의 노브고로드 공화국이 존속하고 있었는데, 이들 중 1236년 시울라이 전투에서 리보니아 기사단의 군세를 전멸시킨 전적이 있고, 곧이어 내부 정치적 통합을 달성하여 강대해지고 있던 리투아니아와 달리, 노브고로드 공화국의 경우 지속적인 내부 분쟁과 정치적 혼란으로 인해 쇠약해진 상태였다.
또한 1204년의 제4차 십자군으로 인해 동방과 서방 교회 간의 갈등은 매우 심화되었으며, 로마 교회 측은 교파 간 통합을 위해 노브고로드 측에 가톨릭식 의례를 받아들일 것을 요구했으나, 노브고로드 측에서는 이를 거절한 상태였다. 이러한 상황에서 발트 해 지역의 노브고로드 측과 십자군 세력 간의 간헐적인 충돌이 벌어지자, 1237년 로마 교회에서는 노브고로드에 대한 성전을 요구하였고, 1240년 덴마크 왕국과 튜튼 기사단, 도르파트 주교령이 주축이 된 십자군이 결성되어 노브고로드에 대한 침공을 시작하게 된다.
한편, 노브고로드에서는 네바 강 전투에서 승리하여 스웨덴 왕국의 가톨릭 세력을 일소한 바 있었던 알렉산드르 네프스키가 내부의 정치적 분쟁으로 인해 실각하고 쫓겨난 상태였다. 뛰어난 군사적 재능은 가진 지휘관이 사라지고 정치적 분쟁으로 혼란스러운 상태에서, 노브고로드 측은 십자군에 의해 속수무책으로 패할 수밖에 없었다. 십자군은 이즈보르스크 전투에서 노브고로드의 군세를 전멸시켰고, 곧 프스코프 시를 함락시켰으며, 핀란드만 연안을 중심으로 전진하고 있던 십자군의 군세는 해안가의 노브고로드 도시들을 함락시키며 노브고로드의 교역로를 차단하기에 이른다.
이렇게 되자, 노브고로드 시민들은 쫓아냈던 알렉산드르 네프스키를 다시 불러들이기로 합의하기에 이른다. 이들은 네프스키의 아버지였던 블라디미르 대공국의 야로슬라프 대공에게 간청하여 네프스키를 데려오는데 성공하였고, 곧 그를 중심으로 한 군세가 편성되어 반격에 나섰다.

## 서막
군세를 편성한 네프스키는 즉각 반격에 나섰다. 그는 우선 북쪽 해안을 위시로 한 십자군 군세에 대해 반격을 시도했고, 남쪽의 군세에 비해 미약했던 십자군 세력은 쉽게 와해되어 점령지의 거의 대부분은 노브고로드 측에 돌아왔다.
북쪽의 십자군을 격파한 네프스키는 남쪽 프스코프를 중심으로 한 십자군 세력을 격파하기 위해 군세를 더 끌어모았다. 그는 아버지인 야로슬라프 대공에게 도움을 청해, 자신의 동생인 수즈달 공국의 안드레이 2세의 수즈달 군대를 지원군으로 얻을 수 있었다. 또한 십자군 측의 국가 중 하나인 덴마크 왕국이 내부 왕권 다툼으로 십자군에 대한 지원을 끊어버리고, 십자군 측의 중심이라고 할 수 있었던 튜튼 기사단 본부가 성전에 소극적인 반응을 보이면서 십자군의 군세는 오히려 약화된 상태에 있었다.
이에 따라, 1242년, 네프스키는 프스코프를 재탈환하는데 성공하였고, 곧 십자군의 영토인 도르팟 주교령을 역으로 위협하게 된다. 도르팟의 주교인 헤르만은 이에 반격하기 위해 대규모의 군세를 편성하였고, 곧 노브고로드 측과 맞먹는 수의 십자군 군대가 헤르만의 지휘 하에 반격에 나섰다. 십자군 측이 반격하자, 네프스키는 페이푸스호를 건너 노브고로드 영내로 철수하려 했다. 이를 십자군 군대가 추격하였고, 두 군세가 얼어붙은 페이푸스호 위에서 맞닥뜨리면서 전투가 시작되었다.

## 전투의 경과
알렉산드르 네프스키는 정찰대를 통해 십자군의 추격을 예측하고 있었고, 이에 대응하기 위해 유리한 위치를 선정해 대기하고 있었다.
양 측의 군대 포진은 완전히 다른 의도를 띄고 이루어졌는데, 십자군 측은 덴마크와 튜튼, 그리고 리보니아 기사단을 중심으로 한 중무장한 기사들을 정면 중앙에 포진시켰고, 후방에 에스토니아 출신 보병들을 배치해 놓고 있었다. 전면에 포진한 기사들 중 가장 중앙에 위치한 이들은 전력의 핵심인 튜튼 기사들이었으며, 좌우에는 역시 중무장하였지만 튜튼 기사들에 비하면 전투력이 상대적으로 떨어지는 덴마크 및 리보니아 기사들이 포진해 있었다. 반면 노브고로드 군은 중앙 전면에 노브고로드 민병대를, 좌우 양익에 경기병대를 배치해 놓았으며, 민병대의 후방에 알렉산드르 네프스키를 포함한 드루지나 중장기병들을 배치하였다. 십자군 측의 포진이 전형적인 서구식 중장기병의 돌격 대형으로서 기사들을 통한 정면 돌격을 통한 중앙 돌파를 추구하였다면, 노브고로드 측은 좌우 기병을 통한 포위 전술을 추구한 것이었고, 전투는 십자군 측이 중앙을 돌파하거나, 이를 돌파하지 못하고 좌우 양익에서 포위를 당하는가에 의해 승패가 갈릴 것이었다.
전투가 시작되자, 십자군 측 기사들은 노브고로드의 중앙 민병대들을 향해 돌격하였다. 그러나 노브고로드 측은 십자군에 비해 고지에 위치해 있었으며, 십자군과 노브고로드 군 사이에는 날카로운 얼음들이 얼어붙은 호수 위에 잔뜩 위치해 있어 기사들의 돌격을 크게 방해하였다. 더군다나 노브고로드 군의 중앙의 궁수들과 양익에 위치한 기마 궁수들이 쏘는 화살 또한 기사들에게 상당한 피해를 안겨주었다. 그럼에도 불구하고 기사들의 돌격력은 완전히 상쇄되지 않았고, 이들은 곧 중앙의 민병대를 덮쳐 전열을 아수라장으로 만들어 놓았다. 기사들은 우수한 무기와 중장비를 바탕으로 빈약한 무장을 한 노브고로드 측의 민병대들을 상대로 우세한 백병전을 벌이기 시작하였다.
그러나 많은 장애물로 인해 상쇄된 기사들의 돌격력 때문에 민병대는 완전히 무너지지 않았고, 곧이어 이들의 좌우를 노브고로드 측의 기병들이 덮치면서 난전이 벌어졌다. 그리고 이 때 이에 대비하여 후방에서 함께 돌격하여야 했던 에스토니아 보병들은 전투의 참혹함과 더불어 많은 수의 노브고로드 군세에 겁에 질려 있었고, 결국 돌격하지 않고 멋대로 달아나버림으로서 사실상 승패를 결정지었다.
고립된 십자군 측 기사들은 곧 포위되었고, 좌우 양익에 배치되어 있던 상대적으로 질이 떨어졌던 덴마크 및 리보니아의 기사들부터 무너져 내렸다. 그리고 남아있던 튜튼 기사들 또한 곧이어 전멸하였고, 헤르만 주교를 포함한 소수의 기사들만이 탈출하여 살아남을 수 있었다. 달아났던 에스토니아인들 또한 노브고로드 기병대의 추격으로 인해 상당수가 전사하였으며, 일부는 달아나던 중 얼음이 깨져 익사하기도 했다. 노브고로드 측의 피해 정도는 정확히 알 수 없으나, 이들의 전술이 중앙에서 기사들의 돌격을 받아내는 것을 전제로 짜여진 전술이었던 만큼 중앙의 민병대 측에서 상당한 피해가 있었을 것으로 추측된다.

## 영향
이 전투의 결과는 튜튼 기사단을 포함한 서방 세력 전반의 루스 진출을 좌절시켰다. 덴마크는 이 전투 이후 더 이상 발트 해 연안으로의 진출을 꺼리게 되었으며, 달아났던 도르파트 주교 헤르만 또한 노브고로드와의 분쟁을 더 이상 일으키지 않게 되었다. 이 전투의 주축이었던 리보니아 기사단은 전쟁의 결과로 많은 인적 손실을 보았고, 전쟁의 패배로 튜튼 기사단 내부에서의 발언권 또한 약해지게 되어 리보니아에 대한 튜튼 기사단의 통제력이 강해지게 되었다. 또한 발트 해 지역에서 무적으로 군림하던 십자군의 패배가 알려지면서 리보니아 지역 원주민들의 반란이 촉발되게 되었고, 이는 발트 해 이남으로까지 영향을 미쳤다.
튜튼 기사단은 이 전쟁으로 인해 일시적인 이익을 얻을 수 있었다. 노브고로드에 대한 성전의 주축은 어디까지나 리보니아 기사단이었으며, 튜튼 기사단 본부에서는 이에 소극적인 상태였기 때문에 전쟁에 많은 자원을 소모하지는 않았다. 오히려 리보니아 기사단의 발언권이 약해지면서 그에 대한 튜튼 기사단의 통제력이 더욱 강해질 수 있었다. 그러나 장기적으로 볼 때 페이푸스호에서의 패배가 튜튼 기사단이 지배하고 있던 프로이센 지역 원주민들을 크게 자극하였으며, 이에 따라 이들의 대규모 반란이 일어나 장기적인 전쟁 상태에 돌입하게 되었다. 결과적으로 페이푸스호 전투는 튜튼 기사단의 쇠퇴를 불러왔다.
십자군의 침공을 성공적으로 막아낸 알렉산드르 네프스키는 영웅으로 추앙받았으며, 노브고로드 내에서의 그의 입지도 확고해졌다. 그는 이후 서방 세력과의 지속적인 분쟁을 우위로 이끌었으나, 당시 루스를 지배하고 있던 몽골에 대해서는 우호 관계를 유지하려고 노력했으며 여러 반몽골 봉기를 진압하기도 했다. 그러나 결과적으로 그의 통치는 루스의 안정을 불러왔고, 이후 그는 현대에 이르기까지 러시아의 성인으로서 추앙받게 된다.
결과적으로 페이푸스호에서의 전투는 루스와 서방 국가들간의 국경선을 확립한 사건이라고 할 수 있다. 이후 현대에 이르기까지 페이푸스호를 기점으로 한 국경선은 대개 유지되어 왔다. 현재에도 페이푸스호는 에스토니아와 러시아 간의 자연적인 국경으로 유지되고 있다.